# Mon père (film)
 (février 2020).
Ne doit pas être confondu avec Mon père.
Pour plus de détails, voir Fiche technique et Distribution.
Mon père (Retablo) est un film péruvien d'Álvaro Delgado-Aparicio, sorti en 2017. Le film se déroule dans la ville d'Ayacucho et la langue utilisée est le quechua.

## Synopsis
Segundo est un jeune garçon du milieu rural des Andes qui vit avec ses parents. Il apprend le métier traditionnel de la fabrication des retables en assistant son père Noé. Mais la découverte de certains secrets vont bousculer l'équilibre familial.

## Distribution
- Junior Béjar Roca (Segundo Páucar)
- Amiel Cayo (Noé Páucar)
- Magaly Solier (Anatolia Páucar)
- Hermelinda Luján (Abuela Perpetua)
- Mauro Chuchón (Mardonio)
- Claudia Solís (Felicita)
- Coco Chiarella (Párroco)
- Juan Ubaldo Huamán (Don Genaro)

## Distinctions
- L'Oreal TEDDY Newcomer Award, 2018